# Virginia Rockets
Die Virginia Rockets waren eine US-amerikanische Eishockeymannschaft aus Virginia, Minnesota. Die Mannschaft spielte in der Saison 1931/32 in der Central Hockey League.  

## Geschichte
Das Franchise war 1931 eines der fünf Gründungsmitglieder der Central Hockey League. In ihrer Premierenspielzeit gewannen die Virginia Rockets nur fünf ihrer 32 Spiele und belegten mit zehn Punkten den fünften und letzten Rang der regulären Saison. Anschließend stellte die Mannschaft bereits wieder den Spielbetrieb ein. 